# Monika Horna-Cieślak
Monika Horna-Cieślak (ur. 5 grudnia 1989 w Grudziądzu) – polska prawniczka i działaczka społeczna, adwokat. Od 2023 rzecznik praw dziecka.

## Życiorys
Ukończyła I Liceum Ogólnokształcące im. Bolesława Chrobrego w Grudziądzu. W 2013 uzyskała z wyróżnieniem tytuł zawodowy magistra prawa na Wydziale Prawa i Administracji Uniwersytetu Kardynała Stefana Wyszyńskiego w Warszawie, współtworzyła na tym wydziale Uniwersytecką Studencką Poradnię Prawną. W latach 2014–2016 odbyła aplikację adwokacką. W 2017 została wpisana na listę adwokatów. W 2022 ukończyła studia podyplomowe dotyczące profilaktyki przemocy seksualnej wobec dzieci i młodzieży na Akademii Ignatianum w Krakowie.
Była członkinią Komisji Praw Człowieka przy Naczelnej Radzie Adwokackiej oraz przewodniczącą Sekcji Praw Dziecka przy Okręgowej Radzie Adwokackiej w Warszawie.
Od 2008 była wolontariuszką Fundacji Dzieci Niczyje. Działalność na rzecz dzieci prowadziła też w ramach Komitetu Ochrony Praw Dziecka. Uczestniczyła w pracach nad aktami prawnymi związanych z prawami dzieci, m.in. nowelizacji ustawy o ochronie małoletnich oraz poszerzającej możliwości dostępu osób młodych do psychologa bez zgody opiekuna prawnego.
28 listopada 2023 została wybrana przez Sejm X kadencji na stanowisko rzecznika praw dziecka. Jej kandydatura została zgłoszona przez posłów Koalicji Obywatelskiej, Lewicy, Polski 2050 i Polskiego Stronnictwa Ludowego. 30 listopada 2023 wybór zatwierdził Senat XI kadencji. Urząd objęła 20 grudnia 2023 po złożeniu ślubowania przed Sejmem.

## Wyróżnienia
- Rising Stars Prawnicy – Liderzy Jutra (I miejsce) – 2019[10]
- Prawnik Pro Bono 2019 (I wyróżnienie) – 2020[10][16]

## Wybrane publikacje
- Horna-Cieślak M., Orzekanie oraz wykonywanie obowiązku leczenia odwykowego z ustawy o wychowaniu w trzeźwości i przeciwdziałaniu alkoholizmowi, „Prawo w Działaniu”, t. 33, 2018, s. 76–110, ISSN 2084-1906.
- Wielec M., Horna-Cieślak M., Masłowska P., Przesłuchanie małoletniego pokrzywdzonego po nowelizacji Kodeksu postępowania karnego wprowadzonej ustawą z dnia 13 czerwca 2013 r. o zmianie ustawy Kodeks karny oraz ustawy Kodeks postępowania karnego – wyniki badań aktowych, „Prawo w Działaniu”, t. 39, 2019, s. 69–98, ISSN 2084-1906.
- Horna-Cieślak M., Zarządzenia wydawane przez sąd opiekuńczy na podstawie art. 109 Kodeksu rodzinnego i opiekuńczego jako forma pomocy rodzinie w świetle badania akt sądowych, „Prawo w Działaniu”, t. 42, 2020, s. 28–59, ISSN 2084-1906.
- Horna-Cieślak M., Wielec M., Art. 51 § 3 k.p.k. jako karnoprocesowy instrument ochrony interesów pokrzywdzonej osoby starszej, [w:] Współczesne problemy procesu karnego, t. 1, Wydawnictwo Episteme, Lublin 2021, s. 23–33, ISBN 978-83-65172-30-3.